# Waltherpark (Bozen)
Waltherpark (Schreibweise des Projektentwicklers WaltherPark, früher Kaufhaus Bozen-Bolzano) bezeichnet ein großflächiges Bauprojekt im Innenstadtbereich der Südtiroler Landeshauptstadt Bozen, das auf einen Entwurf von  David Chipperfield zurückgeht und von der Signa Rem Italia GmbH der Signa-Gruppe des Investors René Benko bzw. nach deren Insolvenz 2024 von der deutschen Schoeller Group realisiert wird. Es umfasst ein Einkaufszentrum, Büroflächen, Gastlokale, Wohnungen und ein City-Hotel sowie Grünflächen für die Innenstadt und überbaut den zentralen Stadtpark zwischen Bahnhof, Verdi- und Waltherplatz. 

## Lage

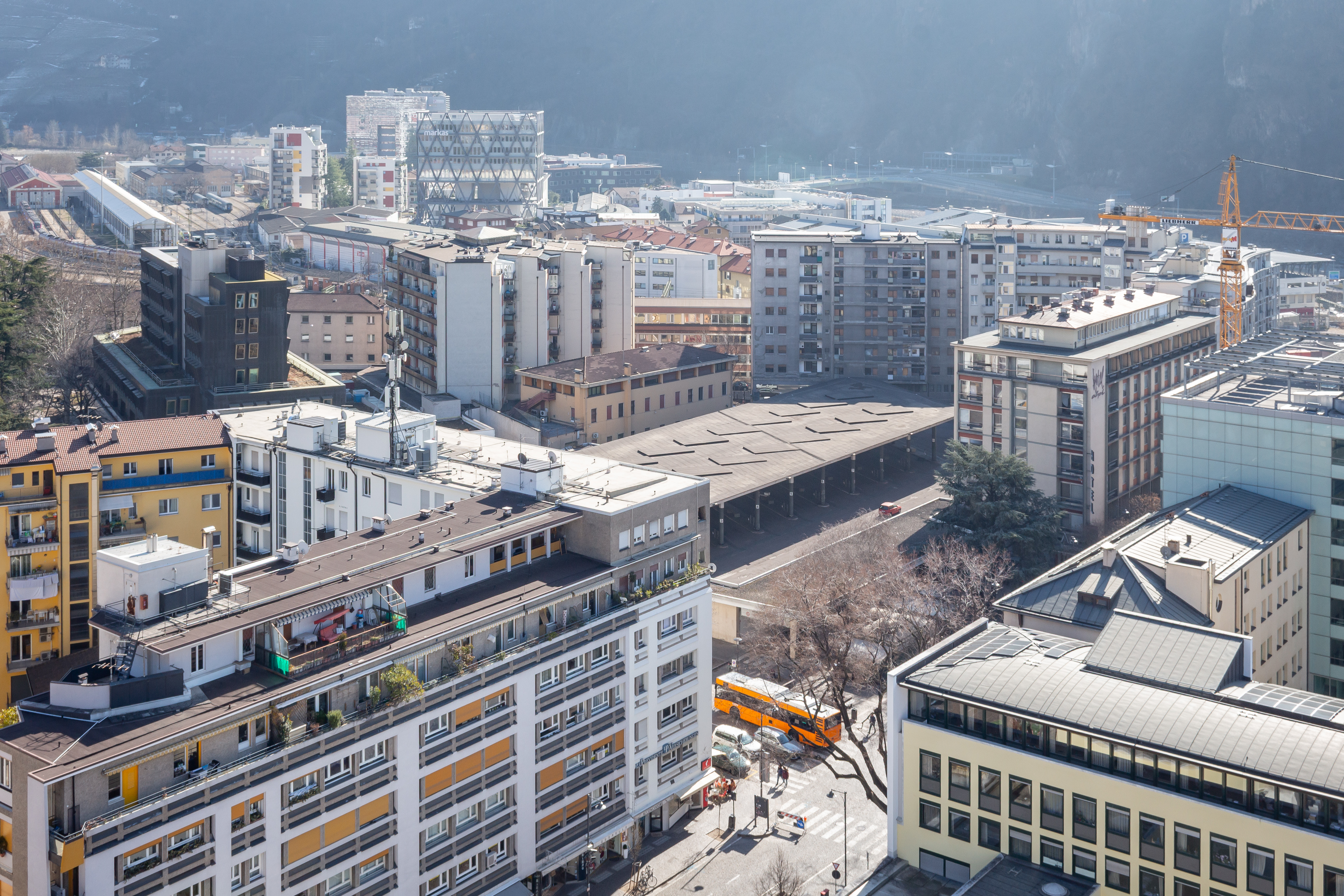
Areal vor Beginn der Abriss- und Bauarbeiten

Das Projekt Waltherpark liegt im Zentrum von Bozen zwischen Zugbahnhof und Südtiroler Straße auf dem Gelände des früheren Bahnhofsparks in unmittelbarer Nähe zum Waltherplatz. Die Gesamtnettofläche beträgt ca. 16.000 m2. Im Zuge der Bauarbeiten mussten einzelne architektonisch wertvolle Gebäude, darunter der ehemalige Busbahnhof, sowie das Hotel „Alpi“ in der Südtiroler Straße, ein Wohnhaus in der Garibaldi-Straße sowie die ehemalige Handelskammer von Bozen im Bahnhofspark abgetragen werden.

## Geschichte und Bauarbeiten

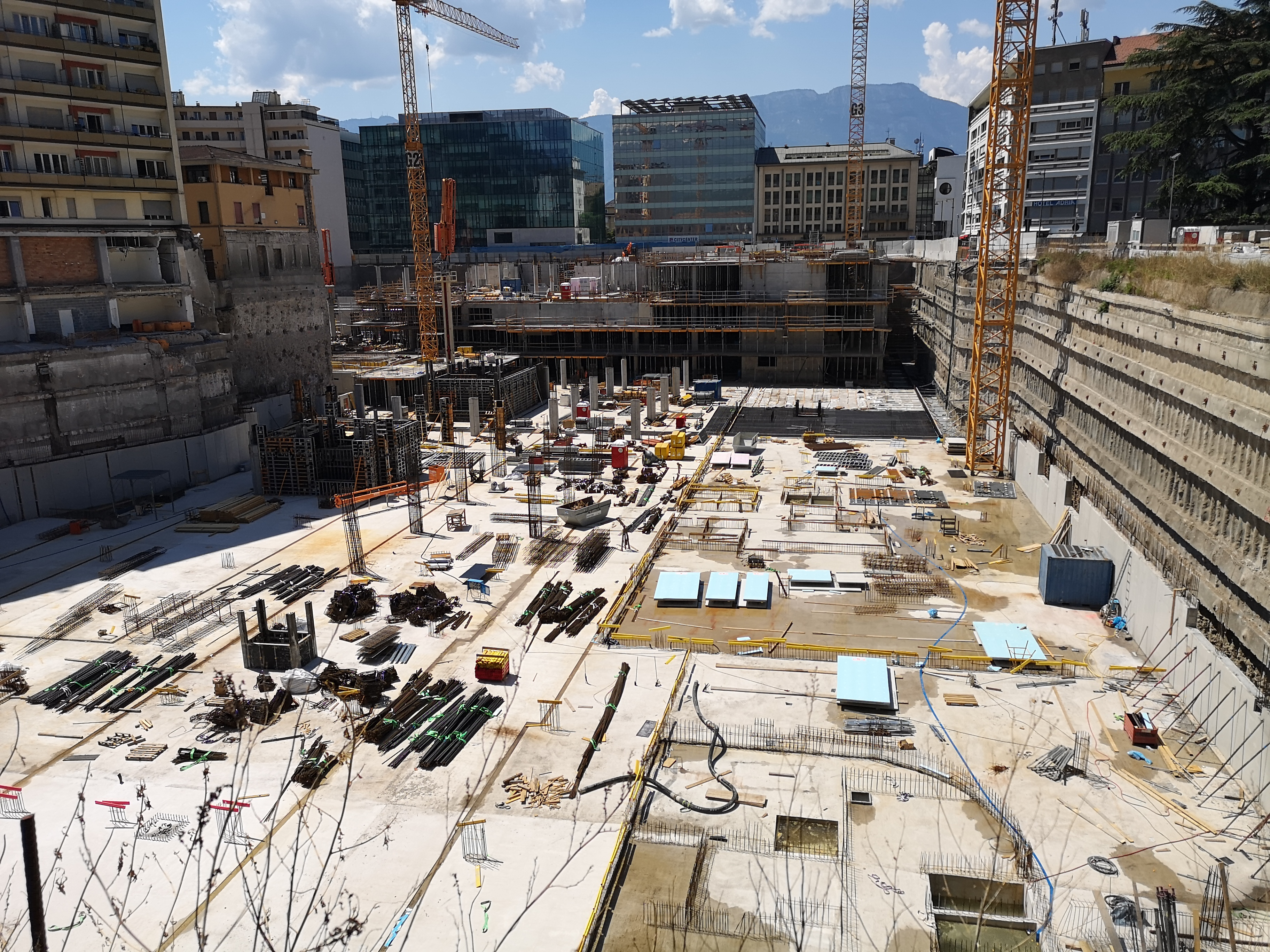
Blick auf die Baustelle des Waltherparks im Mai 2022

Der erste Entwurf wurde von Star-Architekt David Chipperfield erstellt und seitdem von einem lokalen Büro optimiert. Im Zuge der Umgestaltung des Bozner Bahnhofsareals wurde der Entwurf im Jahr 2014 offiziell bei der Gemeinde Bozen eingereicht und dort zunächst abgelehnt, setzte sich jedoch nach weiteren Versuchen durch. Nach breiter Zustimmung bei einer rechtlich nicht bindenden Volksbefragung vom 29. März bis 4. April 2016 machte schlussendlich ein Gericht den Weg für die Verwirklichung des Projektes frei. Die Gemeinde Bozen schloss mit dem Projektentwickler einen als programmatische Vereinbarung bezeichneten Vertrag, der u. a. auch die Errichtung eines Tunnels unter der Südtirolerstraße beinhaltet. Er enthält eine Klausel, dass das Eigentum an sämtlichen Grundstücken auf die Gemeinde Bozen übergeht, falls der Projektträger nicht in der Lage sein sollte, die Arbeiten im Ex-Busbahnhofareal fortzuführen bzw. abzuschließen.
Im Sommer 2019 erfolgte der Baubeginn. Die Bauarbeiten waren zunächst mit einer Dauer von rund fünf Jahren veranschlagt, gerieten jedoch aufgrund von Bombenfunden auf dem im Zweiten Weltkrieg stark bombardierten Areal und eines großflächigen Grundwassereinbruchs in Verzug. Mehrmals mussten Fliegerbomben aus dem Zweiten Weltkrieg entschärft werden, wodurch die Altstadt im großen Maßstab blockiert wurde, Zug und Straßenverkehr auf der Brennerstraße gestoppt und umlegende Areale evakuiert werden mussten.
Im Zuge des Projekts wurde der zentrale Busbahnhof für die Innenstadt Bozen verlegt und außerhalb neu errichtet. Der vielbefahrene Knotenpunkt rund um den Verdiplatz wird durch Bauarbeiten für die Einfahrt der Tiefgarage des Kaufhauses zusätzlich belastet. Das Vorhaben ordnet sich nicht in den städtebaulichen Masterplan für Bozen sowie in die Planung für die Neubebauung des Bahnhofareals ein.
Die Kühlung der Gebäude am Waltherpark erfolgt aus dem Eisack. Dazu wurden durch Flusswasser gekühlte Wärmetauscher installiert. Um diese Anlage anzubinden, wurde Ende Februar 2024 eine 70 Tonnen schwere Rohrbrücke neben der Bozner Loretobrücke über den Eisack errichtet. Diese Kühlung spart etwa 2.000 Megawattstunden Strom im Jahr und führt zu einer Flusserwärmung um 0,1 Grad. Dies wird von Fischern als unkritisch angesehen, solange nicht durch eine Vielzahl weitere ähnlicher Projekte das Wasser stärker erwärmt wird.
Im Laufe des Jahres 2023 kam die Signa-Gruppe, zu der damals auch der Projektentwickler Waltherpark AG gehörte, in wirtschaftliche Schieflage, und div. Bauprojekte der Gruppe wurden gestoppt. Zugleich wurde Ende Oktober für diese Bauprojekte mitgeteilt, sie würden planmäßig weitergeführt. Anfang November wurde mitgeteilt, man plane den Eröffnungstermin nun für 2025 und die Bauarbeiten würden planmäßig weiter laufen. Am 29. November 2023 rutschte die Holdinggesellschaft des Projektentwicklers in Insolvenz, genau einen Monat später die Muttergesellschaft Signa Prime Selection AG und kurz darauf deren Tochter Signa Real Estate Management GmbH, die Alleininhaberin der den Bau leitenden Signa Rem Italia GmbH ist. Im April 2024 übernahm die deutsche Schoeller Group die Waltherpark AG aus der Insolvenzmasse und führt das Projekt weiter.
Anfang Dezember 2024 wurden Untersuchungen der italienischen Anti-Mafia-Behörden bekannt, weil Bauaufträge und Abrissarbeiten teilweise ohne die dafür benötigten Unterlagen und Unterschriften genehmigt worden seien. Auch sei entgegen der Bauordnung die Nutzung bestimmter Flächen durch städtische Angestellte ganz einfach umgewidmet worden. Es steht der Vorwurf der Bildung einer kriminellen Vereinigung im Raum, und Hans-Peter Hager, Präsident der Waltherpark AG und Vorstandschef von Benkos Privatstiftung Laura, wurde unter Hausarrest gestellt. Das 4-Sterne-Superior-Hotel im Waltherpark, das Hager gekauft hatte, gehört ihm nicht mehr.

## Bewertung
Das architektonische Großprojekt war seit seiner Initiierung von zahlreichen Kontroversen begleitet. Zustimmung und Ablehnung standen sich teilweise schroff gegenüber, ehe sich in einem im Frühjahr 2016 abgehaltenen Referendum die überwiegende Mehrheit der Stadtbevölkerung für die Umsetzung des Bauvorhabens aussprach. Aus stadtsoziologischer Sicht wurde auf die Aufgabe eigenen städtischen Planungswillens verwiesen, so dass der Waltherpark »auch die Folge jahrzehntelangen Stillstands der kommunalen Politik, die ihre ureigenen Planungsaufgaben massiv vernachlässigt hatte und sich auf den bescheidenen Erfolgen der 1980er- und 1990er-Jahre ausruhen wollte«, sei.

## Chronik

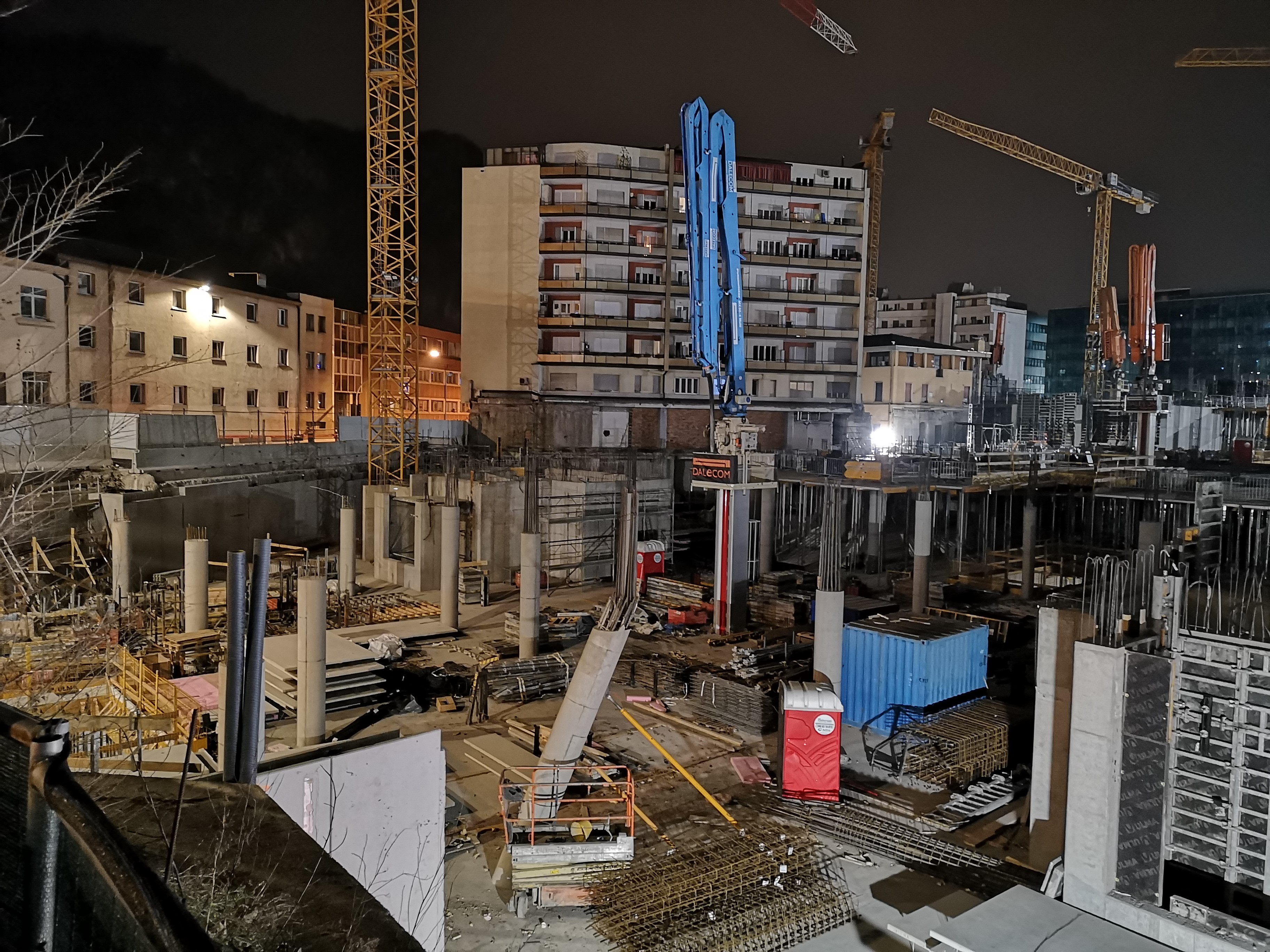
Teilansicht der Baustelle von Osten im Februar 2023

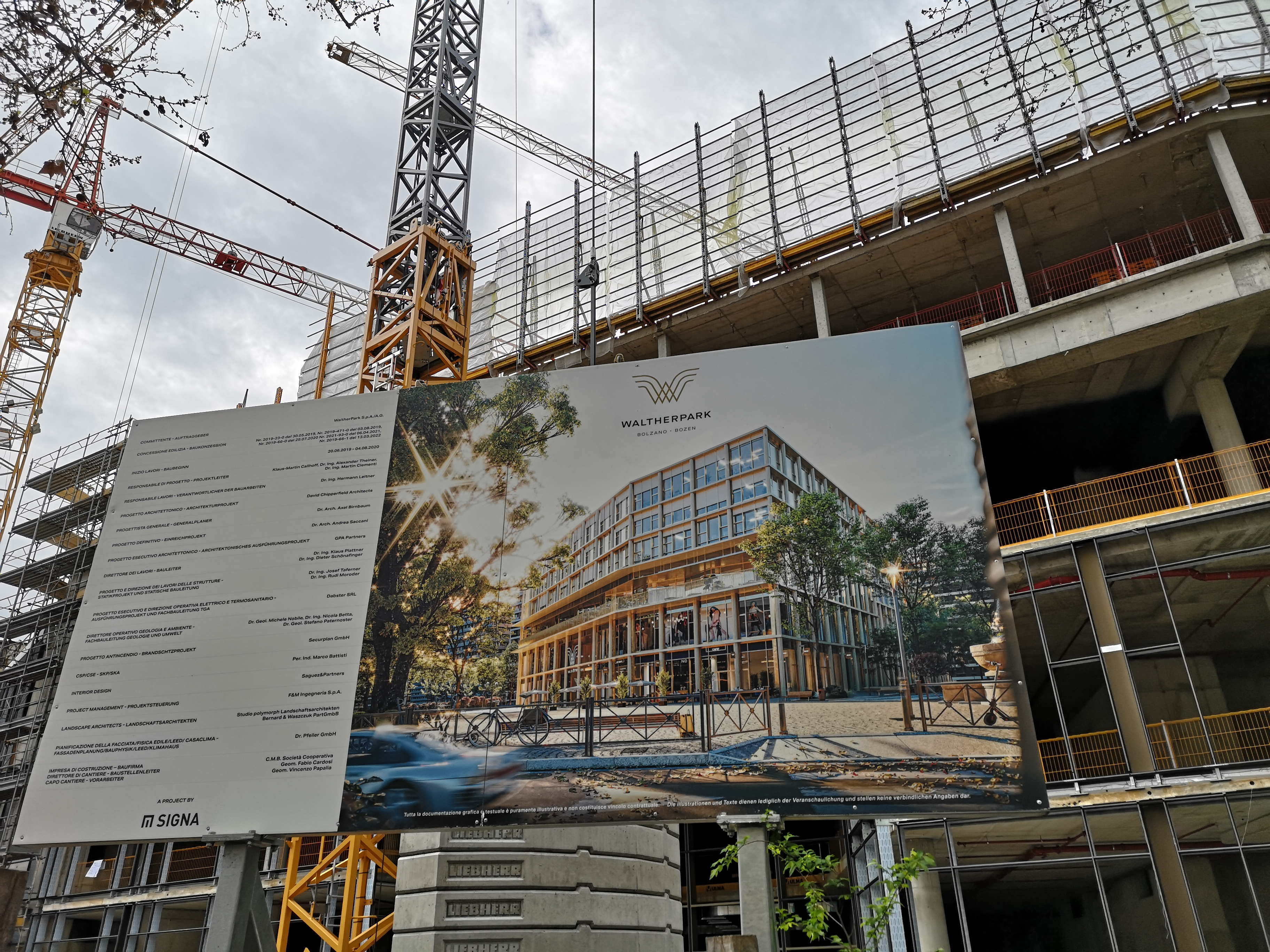
Bautafel, April 2024

- 2011: Signa schließt mit den Eigentümern des Hotel „Alpi“ einen Optionsvertrag für das erste relevante Grundstück.
- 2012: Signa sichert sich die Kontrolle über weitere Schlüsselgrundstücke.
- 5. März 2013: Der Stadtgemeinde Bozen werden die ersten Projektpläne von David Chipperfield vorgestellt.[38]
- 18. November 2013: Die Innsbrucker Signa Holding hinterlegt über ihre Bozner Gesellschaft Kaufhaus Bozen GmbH den Projektvorschlag „Kaufhaus Bozen-Bolzano“ bei der Stadtgemeinde Bozen als „Plan für eine städtebauliche Umstrukturierung“ und eröffnet einen Showroom im Palais Menz in der Innenstadt von Bozen zur Information der Bevölkerung.
- 25. Juni 2014: Der Wettbewerb für die Requalifizierung des Viertels am Bahnhof Bozen wird von der Bozener Stadtregierung ausgeschrieben.
- 7. August 2014: Die Signa zieht sich aus dem Wettbewerb des Bahnhofsviertels zurück[39].
- 8. August 2014: Das Projekt „Kaufhaus Bozen-Bolzano“ wird offiziell in der Stadtgemeinde Bozen zur Genehmigung eingereicht[40].
- 31. Oktober 2014: Die Dienststellenkonferenz – hochrangige Experten der Gemeinde und der Landesverwaltung – erklären das „Kaufhaus Bozen-Bolzano“ zum Wettbewerbssieger. Ein konkurrierendes Projekt „Erlebnishaus“ rund um Unternehmer Georg Oberrauch wird wegen Qualitätsmängeln ausgeschlossen; die Oberrauch-Gruppe reicht erste Rekurse ein.
- Frühling 2015: Das Projekt „Kaufhaus Bozen-Bolzano“ wird in „WaltherPark“ umbenannt.
- Frühling/Sommer 2015: Die programmatische Vereinbarung wird erarbeitet, in zahlreichen Bürgerversammlungen wird die Bevölkerung informiert. Am 23. Juli 2015 stimmen 22 Gemeinderäte für das Projekt, 19 dagegen, drei weiße Stimmzettel werden als „Nein“ gewertet.[41]
- Jahreswechsel 2015/16: Es bildet sich eine breite Front gegen das Projekt aus lokalen Vereinen, Politikern, Künstlern, Architekten, konkurrierenden Unternehmern und Anrainern.[42]
- März 2016: Heinz Peter Hager – Referent der Signa in Bozen – verklagt die Betreiber einer Satire-Website zum geplanten Benko-Kaufhaus in Bozen.[43][44]
- März/April 2016: Kommissar Penta befragt die Stadtbevölkerung in einem Referendum, ob sie dem Signa-Projekt zustimmt. Rund zwei Drittel sind dafür. Anschließend wird die programmatische Vereinbarung unterzeichnet und ratifiziert.
- Herbst 2016: Ausschreibung zur Veräußerung des öffentlichen Grundstücks.
- April 2017: Die WaltherPark GmbH erhält den Zuschlag für die Verbauung des Bozener Busbahnhofs und ersteigert das Areal in Zentrumsnähe.
- Januar 2018: Der Kaufvorvertrag für die Gebäude und Grundstücke, auf denen das Bauvorhaben samt Kaufhaus entstehen sollen, wird unterzeichnet.
- Die Bauarbeiten für den Waltherpark beginnen mit dem Abbruch des ehemaligen Busbahnhofs in der Perathonerstraße im Sommer 2019.[45]
- Anfang Oktober 2023 wird von Geschäftsführer Hager mitgeteilt, dass die Fertigstellung von Herbst 2024 auf März/April 2025 verschoben wurde.[38]
- April 2024: Die Schoeller Group übernimmt die Waltherpark AG.
- Dezember 2024: Untersuchungen der italienischen Justiz u. a. wg. Bestechung; vorübergehender Hausarrest für den Projektleiter Hans-Peter Hager.
- Juli 2025: Eröffnung des Hotels Falkensteiner Waltherpark.